# Доли Медия Студио
„Доли Медия Студио“ (или Студио Доли) е българска медийна компания, основана в София през 1992 г. от Добромир Чочов. Тя е една от първите компании, която прави преводи и субтитри на чужди продукции, както и единствената компания, която се занимава с реставрация на български филми.
Дейността на студиото е съсредоточена върху озвучаването на филми и сериали с войсоувър и нахсинхронен дублаж. В дублажите на „Доли Медия Студио“ участват различни актьори, но обикновено по тях работи някой от следните режисьори на дублажа – Добромир Чочов, Таня Димитрова, Даниела Горанова, Антонина Иванова, Йоанна Микова и други.

## Български звезди
В нахсинхронните дублажи озвучават и популярни лица в киното, театъра и телевизията, измежду които са Стефан Мавродиев, Латинка Петрова, Кръстю Лафазанов, Малин Кръстев, Любомир Нейков, Димитър Рачков, Силвестър Силвестров, Невена Бозукова, Белослава, Моню Монев, Герасим Георгиев, Даниел Ангелов, Десислава Бакърджиева, Александра Сърчаджиева, Александра Раева, Калин Врачански, Евгени Будинов, Явор Бахаров, Дария Симеонова, Прея Осасей и Радина Боршош.

## Клиенти

### Видеоразпространители
- Айпи Видео
- Мулти Видео Център
- Съни Филмс

### Телевизии
- Disney Channel България
- Eurosport
- Стар Ченъл
- Стар Лайф
- Стар Крайм
- Nickelodeon
- Евроком
- Картуун Нетуърк
- Би Ти Ви (преди)

### Филмови студия
- Уолт Дисни Пикчърс (2003 – до днес)
- Уорнър Брос (2010 – до днес)
- Туентиът Сенчъри Фокс (2011 – до днес)

## Филмография
- „Огледалото на дявола“ (2001)
- „Другият наш възможен живот“ (2004)
- „Изпепеляване“ (2004)
- „Мила от Марс“ (2004)
- „Извън пътя“ (2017)
- „Дани. Легенда. Бог“ (2020)
- „Блаженият“ (2022)